# Deuces Wild
| 전문가 평가                           | 전문가 평가 |
| 평가 점수                             | 평가 점수   |
| 출처                                  | 점수        |
| ------------------------------------- | ----------- |
| AllMusic                              | [ 1 ]       |
| The Penguin Guide to Blues Recordings | [ 2 ]       |
| Uncut                                 | [ 3 ]       |

《Deuces Wild》는 1997년 11월 4일에 발매된 미국의 음악가 B.B. 킹의 서른다섯 번째 스튜디오 음반이다. 음반에 수록된 모든 노래는 두 번째 유명한 음악가를 특징으로 한다.

## 배경
《Deuces Wild》는 록, R&B, 힙합, 컨트리 등 다양한 장르의 뮤지션들을 게스트로 영입하여 녹음하였다. 본작으로 〈Rock Me Baby〉에 참여한 에릭 클랩튼은 2000년에는 킹과 함께 협업 음반 《Riding with the King》을 발매하기도 했다.
킹의 음반으로서는 특히 세일즈 면에서 성공한 작품 중 하나로, 모국 미국에서는 바비 블랜드와의 연명으로 발표한 《Together for the First Time... Live》(1976년) 이후 21년 만에 종합차트인 빌보드 200으로 100위 안에 들었고 《빌보드》 블루스 음반 차트에서는 1위를 차지했다. 노르웨이 음반 차트에서는 킹에게 17년 만의 40위 안에 들었다. 또 뉴질랜드 음반 차트에서는 7주 연속 톱 20에 진입했으며 그중 2주 만에 톱 10에 진입했다.

## 곡 목록
| #   | 제목                                                         | 작사·작곡                           | 재생 시간 |
| --- | ------------------------------------------------------------ | ----------------------------------- | --------- |
| 1.  | 〈If You Love Me〉 (with 밴 모리슨)                          | 밴 모리슨                           | 5:48      |
| 2.  | 〈The Thrill Is Gone〉 (with 트레이시 채프먼)                | 릭 다넬, 로이 호킨스                | 5:00      |
| 3.  | 〈Rock Me Baby〉 (with 에릭 클랩튼)                          | 조 조세아, B.B. 킹                  | 6:38      |
| 4.  | 〈Please Send Me Someone to Love〉 (with 믹 헉널)            | 퍼시 메이필드                       | 4:16      |
| 5.  | 〈Baby I Love You〉 (with 보니 레잇)                         | 로니 섀넌                           | 4:00      |
| 6.  | 〈Ain't Nobody Home〉 (with 디앤절로)                        | 제리 라고보이                       | 5:18      |
| 7.  | 〈Pauly's Birthday Boogie〉 (with 줄스 홀랜드)               | 줄스 홀랜드, 킹                     | 3:39      |
| 8.  | 〈There Must Be a Better World Somewhere〉 (with 닥터 존)    | 독 포머스, 닥터 존                  | 4:50      |
| 9.  | 〈Confessin' the Blues〉 (with 마티 스튜어트)                | 제이 맥샨, 월터 브라운              | 4:32      |
| 10. | 〈Hummingbird〉 (with 디온 워릭)                             | 리언 러셀                           | 4:20      |
| 11. | 〈Bring It Home to Me〉 (with 폴 캐릭)                       | 샘 쿡                               | 3:10      |
| 12. | 〈Paying the Cost to Be the Boss〉 (with 롤링 스톤스)        | 킹                                  | 3:35      |
| 13. | 〈Let the Good Times Roll〉 (with 주케로)                    | 샘 시어드, 루이스 조던              | 4:00      |
| 14. | 〈Dangerous Mood〉 (with 조 코커)                            | 켑모, 캔디 파톤                     | 4:55      |
| 15. | 〈Keep It Coming〉 (with 헤비 디)                            | 헤비 디, 킹                         | 3:57      |
| 16. | 〈Cryin' Won't Help You Babe〉 (with 데이비드 길모어 & 캐릭) | 킹, 샘 링, 줄스 타우브              | 4:12      |
| 17. | 〈Night Life〉 (with 윌리 넬슨)                              | 월트 브랜드, 폴 버스커크, 윌리 넬슨 | 4:30      |

## 인증
| 국가                       | 인증     | 판매량/출하량 |
| -------------------------- | -------- | ------------- |
| 캐나다 (뮤직 캐나다)       | 플래티넘 | 100,000^      |
| 뉴질랜드 (RMNZ)            | 골드     | 7,500^        |
| 스페인 (PROMUSICAE)        | 골드     | 50,000^       |
| 미국 (RIAA)                | 골드     | 500,000^      |
| ^출하량을 기반으로 한 인증 |          |               |